# Hemeròdrom
|  | «Hemeroscop» redirigeix aquí. Vegeu-ne altres significats a «Hemeroscopèon». |

Hemeròdrom o Hemeròscop (en grec antic ἡμεροδρόμοι, «corredors» o ἡμεροσκόπος «guaita diürn», en plural llatí Hemerodromi, Hemeroscopi) era el nom dels missatgers als diversos estats grecs entrenats per poder mantenir-se corrent durant tot un dia, i sovint portaven les notícies dels esdeveniments principals, segons Heròdot i Plutarc.
Els grecs no tenien sistema postal ni gaires vies, i els hemeròdroms estaven entrenats per recórrer grans distàncies corrent o caminant en un curt espai de temps. En temps de perill quedaven estacionats en altures des d'on podien observar certs territoris i després portar notícia del que passava a la seva base, i per això s'anomenaven també ἡμεροσκόποι (sentinelles de dia).
Titus Livi aclareix que eren anomenats indiferentment hemeròdroms o hemeròscops, i se sap que també es deien δρομοκήρυκες («Dromokérykes», «els qui corren»).
Un hemeròdrom famós va ser Filípides, qui, segons la llegenda, després de la victòria a la batalla de Marató va anar a informar a Atenes i quan va arribar va morir pel cansament.